# Balandrás
Balandrás war ein spanischer Hersteller von Automobilen.

## Unternehmensgeschichte
Luis Balandrás aus Barcelona begann 1921 mit der Produktion von Automobilen. Im selben Jahr endete die Produktion.

## Fahrzeuge
Das einzige Modell war ein Kleinwagen, der auf der Basis eines Modells von David entstand, allerdings technisch verbessert war.